# Päidla
Päidla – wieś w Estonii, prowincji Valga, w gminie Otepää.
Wieś położona jest w centrum pojezierza Päidla (est. Päidla järved). Do którego należą jeziora: Päidla Ahvenjärv, Kalmejärv, Päidla Väikejärv, Näkijärv, Päidla Kõverjärv, Päidla Mudajärv, Päidla Mõisajärv, Mõrtsuka, Nõuni, Räbi, Päidla Uibujärv, Väike-Nõuni. Leży na terenie obszaru chronionego krajobrazu Otepää looduspark.